# Нью-Бедфорд
Нью-Бе́дфорд (англ. New Bedford) — город в США в штате Массачусетс.
Город находится в округе Бристол в 82 км к югу от Бостона на берегу Баззардс-Бэй. По данным переписи 2000 года в городе проживает 93768 человек, и по этому показателю он занимает седьмое место в Массачусетсе.

## История
В 1830 году население города составляло 7,592 человека.

## История города в китобойном промысле США

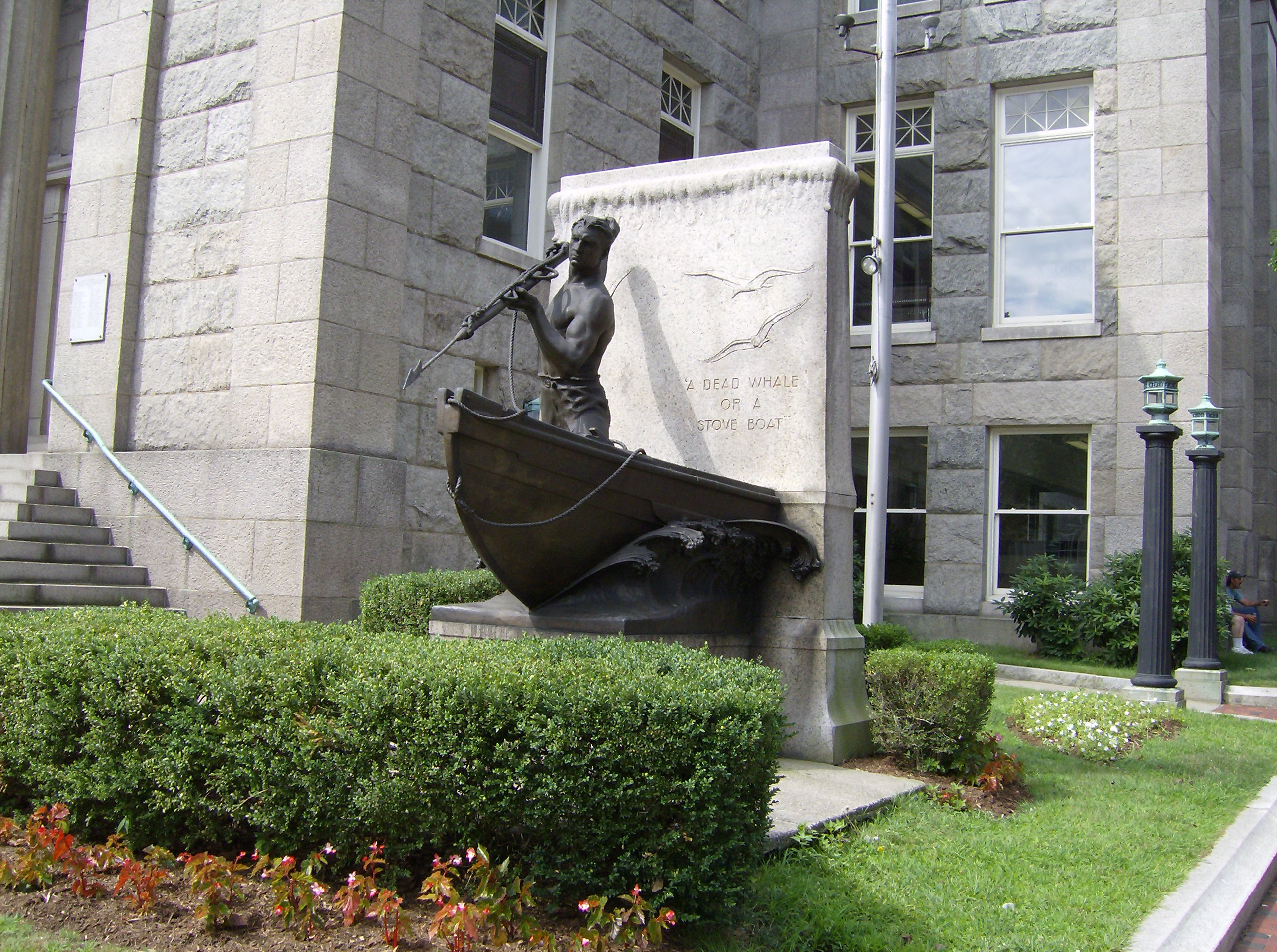
Статуя китобоя-гарпунщика

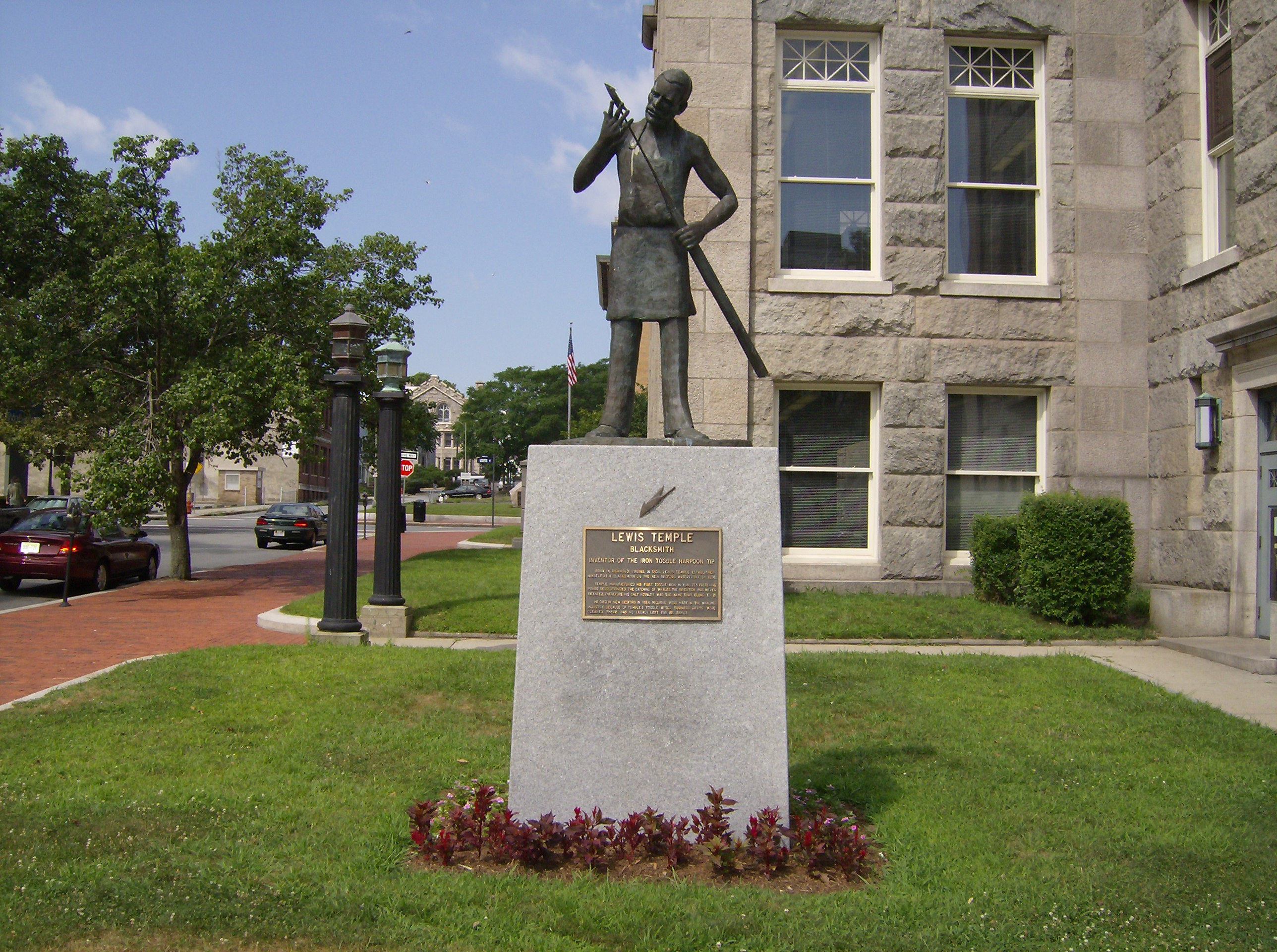
Статуя Льюиса Тэмпла

К XVIII столетию Нью-Бедфорд стал одним из основных городов США, в которых базировался китобойный флот.
В городе располагалась штаб-квартира крупнейшей в США китобойной компании J. & W. R. Wing Company.
В 1848 году житель города Льюис Тэмпл модернизировал гарпун, что произвело революционные изменения в добыче китов.
В 1849 году многие китобои покинули город и уехали в Калифорнию в связи с начавшейся там золотой лихорадкой.
В 1851 году Герман Мелвилл опубликовал свой роман «Моби Дик, или Белый кит», начало действия которого происходит в Нью-Бедфорде.
С началом добычи нефти в 1859 году, которая составила конкуренцию китовому жиру, китобойный промысел стал терять привлекательность.
Бедствие китобоев в 1871 году, когда 33 судна с командами в 1219 человек (из которых 22 судна были из Нью-Бедфорда) были затёрты во льдах, нанесло ещё один удар по китобойному промыслу.
Последняя китобойная экспедиция из Нью-Бедфорда была организована в 1925 году.

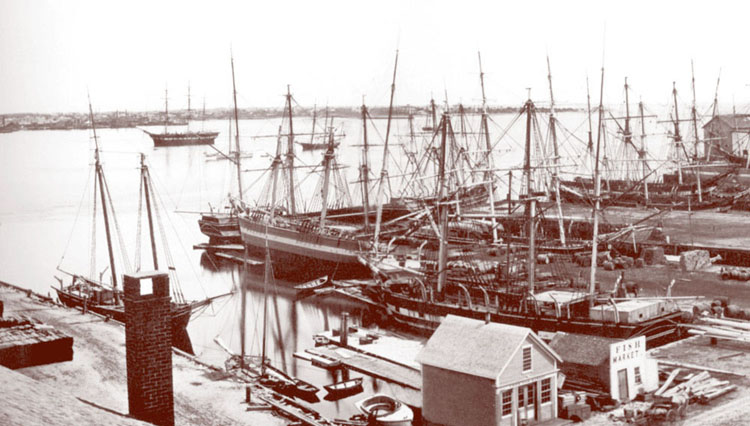
Нью-Бедфорд, порт, 1867 год
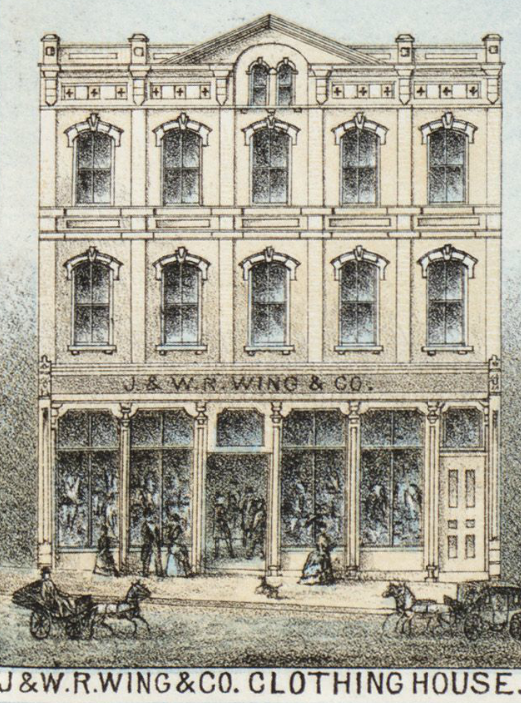
Офис китобойной компании J. & W. R. Wing, 1876 год
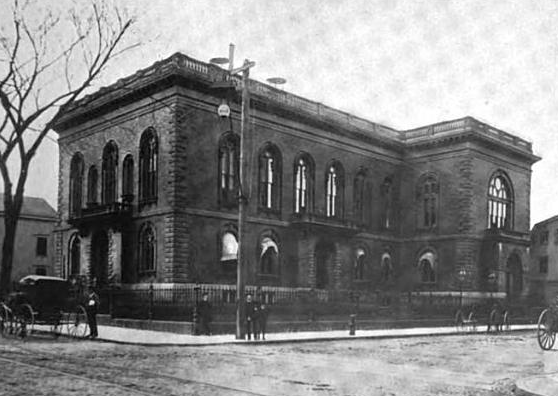
Библиотека в г. Нью-Бедфорд, 1899 год
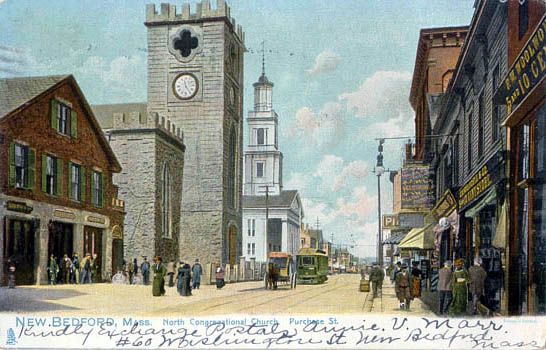
Улица города, 1906 год

## Город в литературе

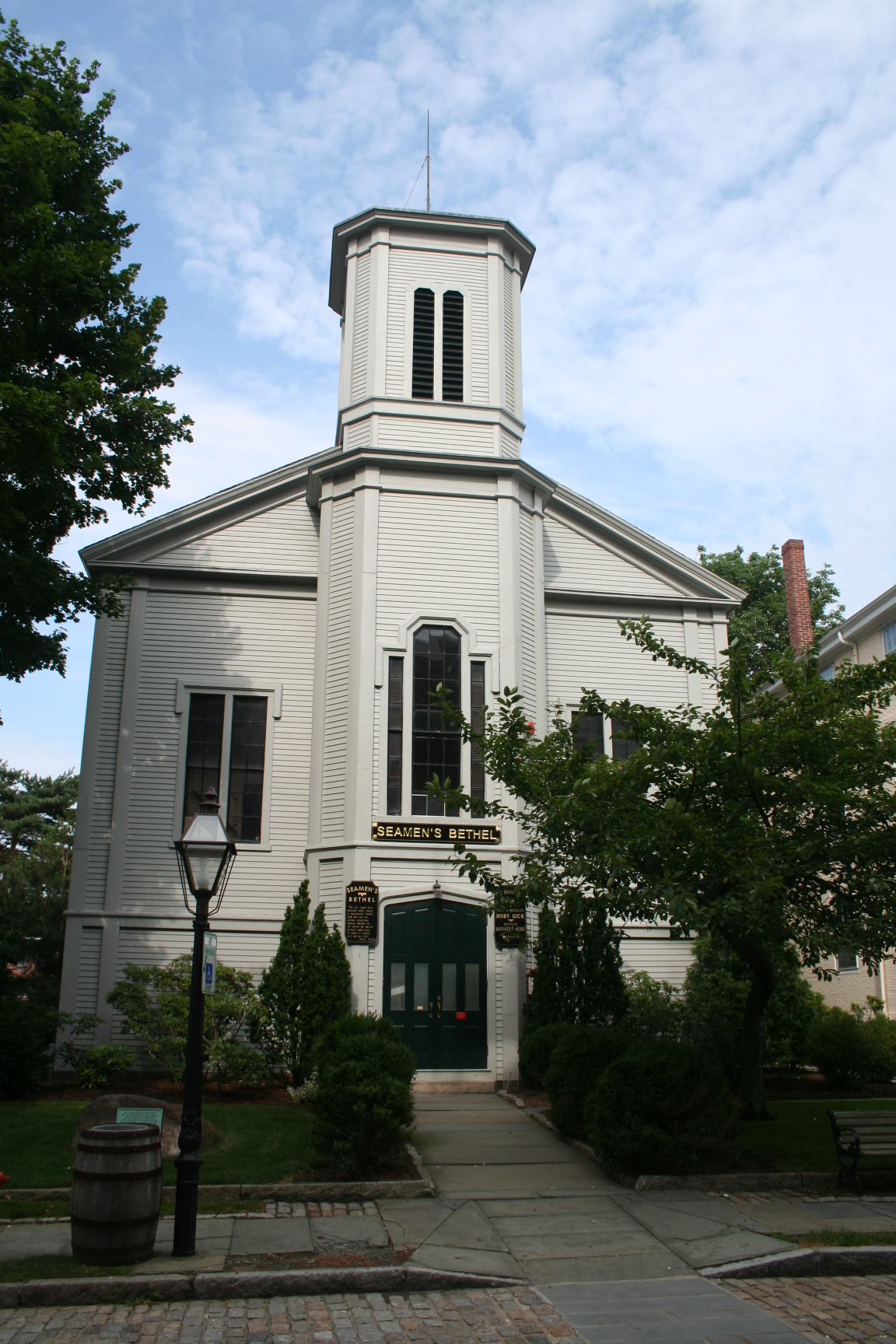
Часовня Моряков,
2006 год

В Нью-Бедфорде начинается действие романа Германа Мелвилла «Моби Дик». Здесь его протагонист Измаил встречается с Кикеггом и они вместе отплывают на Нантакет, где и записываются на корабль капитана Ахава.
Часовня Моряков, запечатленная на страницах романа «Моби Дик», сохранилась до настоящих дней.